# Castillo de Howard
El castillo de Howard es una mansión situada en el condado de Yorkshire en Inglaterra, a unos 40 kilómetros al norte de la ciudad de York. Es citada entre las mejores country houses de la aristocracia británica, tanto por su compleja y grandiosa arquitectura como por su rico contenido artístico y decorativo, que incluye cuadros de Canaletto, Annibale Carracci, Thomas Gainsborough y Johann Zoffany.
La mayor parte del edificio se construyó entre 1699-1712 para el conde de Carlisle, siguiendo un diseño de sir John Vanbrugh. Se le llama comúnmente castle pero en realidad no es un castillo; el término se utiliza en el Reino Unido para describir a casas solariegas inglesas que se construyeron en un entorno rural ya finalizada la era de la construcción de castillos (cerca del año 1500) y que no tienen ninguna función militar, a estas mansiones también se las conoce como country houses.
Esta mansión es una residencia privada y en ella ha vivido la familia Howard durante más de tres siglos. No obstante, en la actualidad está abierta a visitas turísticas. Asimismo, la casa es conocida por los espectadores de televisión y cine como la ficticia "Brideshead", pues en ella se han rodado las adaptaciones de la novela Retorno a Brideshead, de Evelyn Waugh, tanto en su formato televisivo (1981) como cinematográfico (2008).

## Edificio

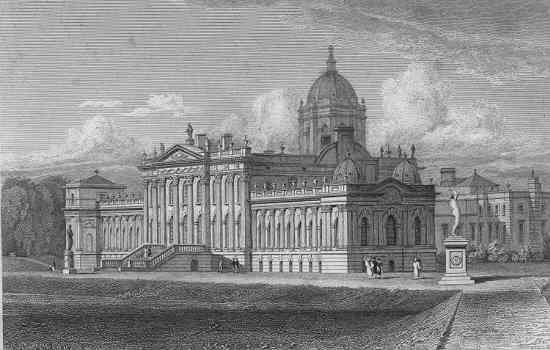
El castillo según un grabado de 1829

El tercer conde de Carlisle mantuvo primero conversaciones con William Talman, uno de los principales arquitectos del momento, aunque finalmente le encargó la obra a Vanbrugh, compañero en el club Kit-Cat. Fue la primera obra arquitectónica de Vanbrugh que contó con la ayuda de Nicholas Hawksmoor.
El diseño de Vanbrugh se definía en una estructura barroca con dos alas simétricas en cada uno de los lados de un eje norte-sur. La cúpula central se añadió en posteriores diseños, después de que se hubieran iniciado las obras. Se empezó por el ala este que se construyó entre 1701 y 1703. Se siguió por la zona este de la fachada del jardín (1701 a 1706), el bloque central (incluyendo la cúpula) (1703 a 1706) y la zona oeste de la fachada del jardín (1707-1709). Todo estaba decorado en estilo barroco, con querubines, cornisas y urnas, con columnas de estilo dórico en la fachada norte y de orden corintio en la sur. Muchos de los interiores fueron decorados por Giovanni Antonio Pellegrini.
El conde volcó entonces todas las energías en rodear el castillo de jardines. Aunque el diseño completo aparece en el tercer volumen de la obra Vitruvius Britannicus de Colen Campbell (1725), el ala oeste no se construyó hasta la muerte de Vanbrugh en 1726. La casa estaba sin terminar en el momento de la muerte del tercer conde de Carlisle en 1738 pero la obra finalizar se inició con la llegada de su sucesor.
Sin embargo, no se terminó la obra según la ideó Vanbrugh: el ala oeste se realizó en un estilo propio del Palladianismo, siguiendo un diseño del yerno del conde, Sir Thomas Robinson. La obra no fue finalizada por completo hasta 1811.
Una parte importante de la casa quedó destruida el 9 de noviembre de 1940 al declararse un incendio. Una de las partes que se quemó fue la cúpula central, que se desplomó; aún son visibles en el suelo los golpes causados por los escombros. También se perdieron muchas pinturas decorativas de Marco Ricci. La habitaciones fueron restauradas en su mayoría, y la casa se abrió al público en 1952. A principios de la década de 1980, y gracias al rodaje de la serie Retorno a Brideshead, se redecoraron con murales nuevos algunas estancias afectadas por el citado incendio.

### Colecciones artísticas
La mansión alberga una extraordinaria colección de pintura, escultura y artes decorativas. La mayor parte de la pinacoteca fue reunida en un siglo, gracias en buena medida al Grand Tour que emprendieron por Europa varios condes y durante el cual recopilaron en Italia pinturas y vestigios antiguos. Desafortunadamente, el incendio de 1940 y los reveses económicos han menguado un tanto estas colecciones, si bien siguen siendo notables.
Junto a los típicos paisajes de Canaletto y Bernardo Bellotto, que se pusieron de moda en el siglo XVIII, hay que citar ejemplos de Leandro Bassano, Tiziano, Annibale Carracci, Marco Ricci, Orazio Gentileschi, Domenichino, Giovanni Paolo Pannini, Joshua Reynolds, George Stubbs y Gainsborough.
Otros tesoros relevantes son: la colección de porcelana, con más de 300 piezas de las mejores factorías europeas (Sèvres, Meissen, Delft), un conjunto de estatuas y relieves romanos adquiridos en Italia y un grupo de tres textiles bordados, similares a tapices, diseñados por el pintor prerrafaelita William Morris que representan a las heroínas antiguas Lucrecia, Hipólita y Helena de Troya.
La mansión cuenta, así mismo, con vidrieras diseñadas por Edward Burne-Jones.

## Jardines
El castillo de Howard cuenta con diversos y amplios jardines. Justo detrás de la casa está un jardín de grandes dimensiones. La casa está situada sobre un risco, característica que se aprovechó para diseñar un paisaje de jardines, que se abren desde el jardín central. Aquí se encuentran dos edificios principales: el Templo de los Cuatro Vientos, al final del jardín, y el Mausoleo, en el parque. A ambos lados de la casa hay un lago. Las murallas que rodean los jardines están cubiertas de rosas y de flores.
Un arboretum de 514 000 m² se encuentra cerca de la casa pero con una entrada separada. La plantación del arboretum se inició en 1975 con la intención de crear una de las colecciones más importantes de árboles en el Reino Unido.

## El castillo en cine y televisión
El castillo ha sido utilizado como decorado en algunas películas y series de televisión:
- Lady L (1965)
- Regalo a los rusos (1966)
- Barry Lyndon, Stanley Kubrick (1975)

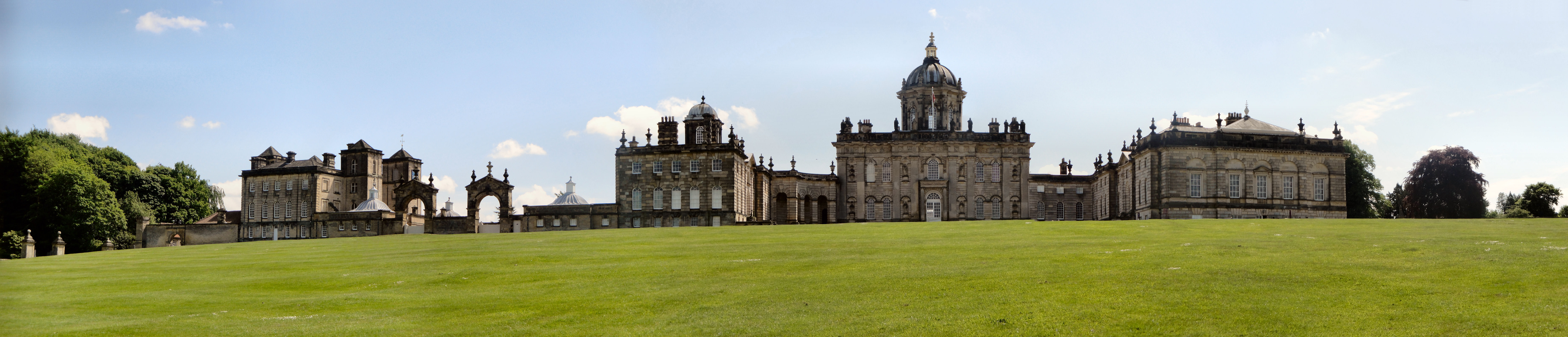
Fachada norte del Castillo de Howard

- Retorno a Brideshead (1981)
- Garfield 2 (2006)
- Brideshead Revisited (2008)
- Death Comes to Pemberley (2013)
- Shaandaar (2015)
- Victoria (2016)
- Four Out of Five (2018)
- Los Bridgerton (2020)

## Galería de imágenes

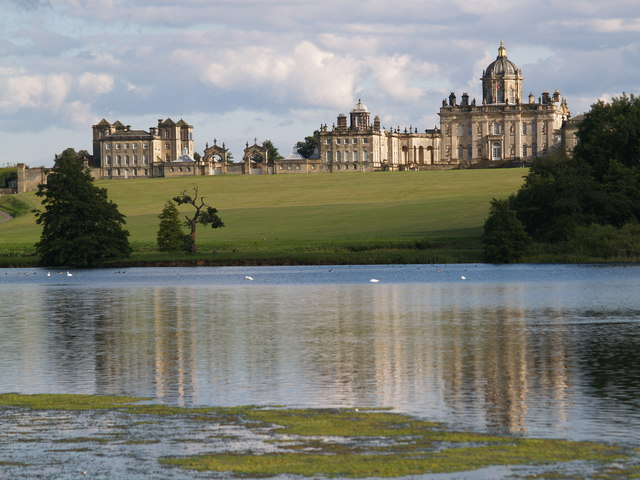
fachada norte a través del gran lago
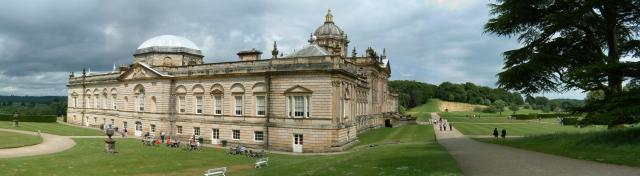
Ala oeste
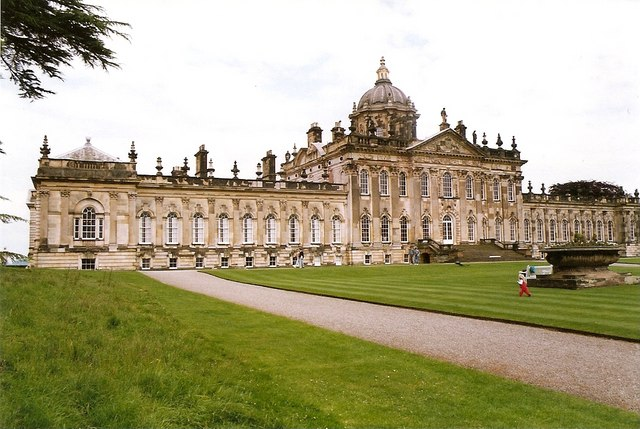
Fachada sur
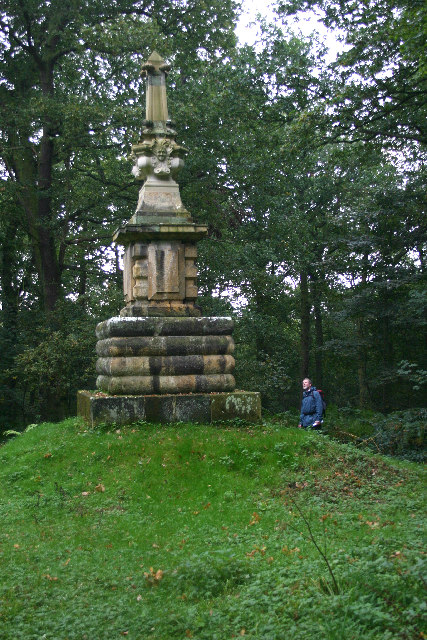
Estatua "Four Faces", Pretty Wood
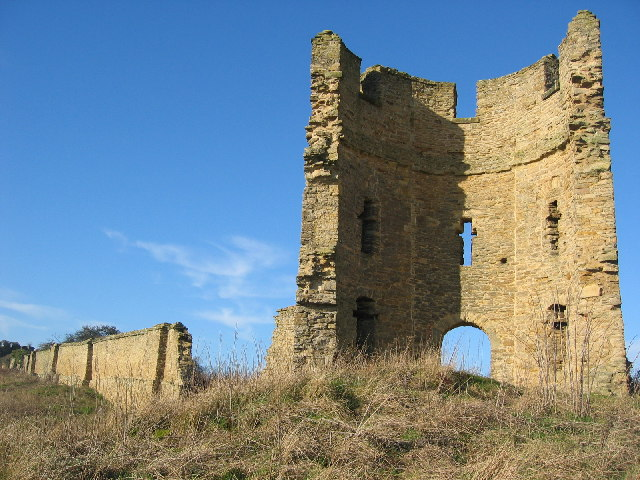
Ruinas
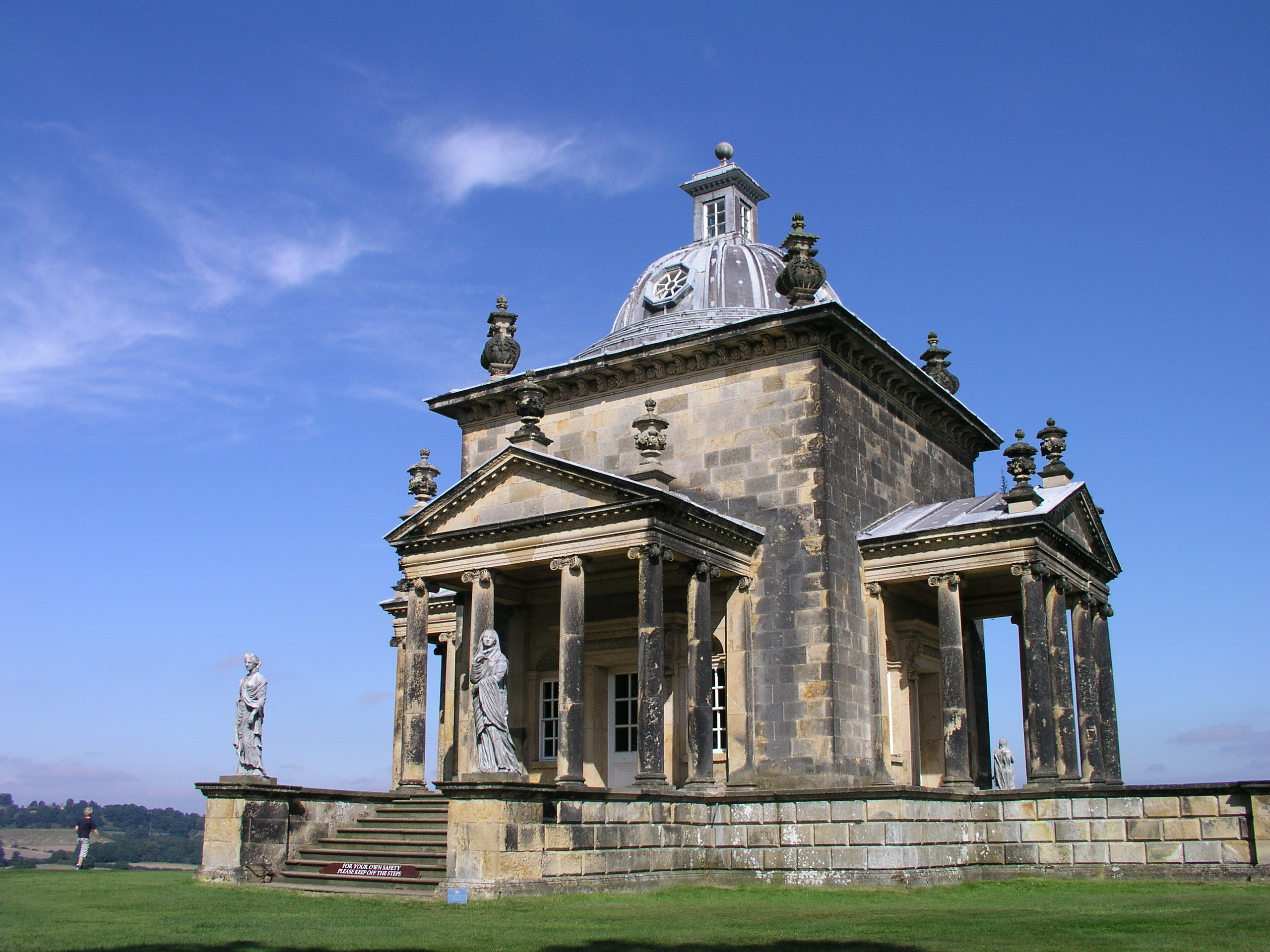
Templo de los Four Winds
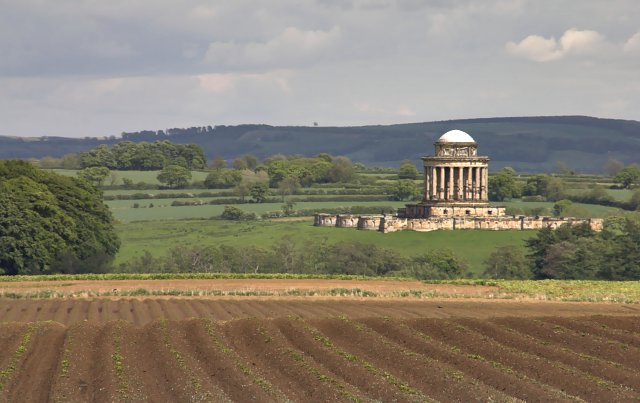
El Mausoleum
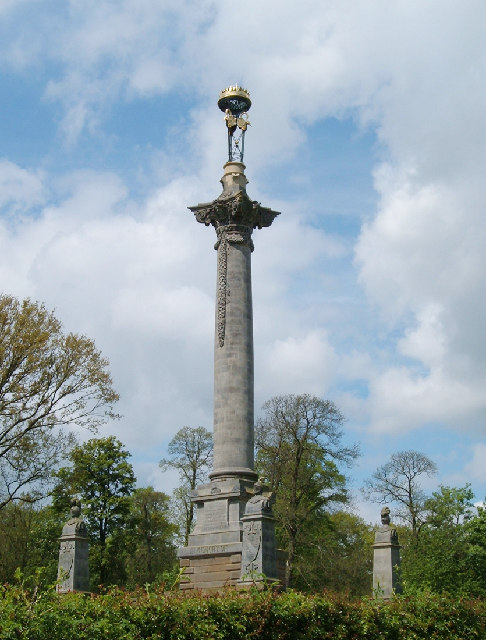
Monumento al 7.º conde de Carlisle
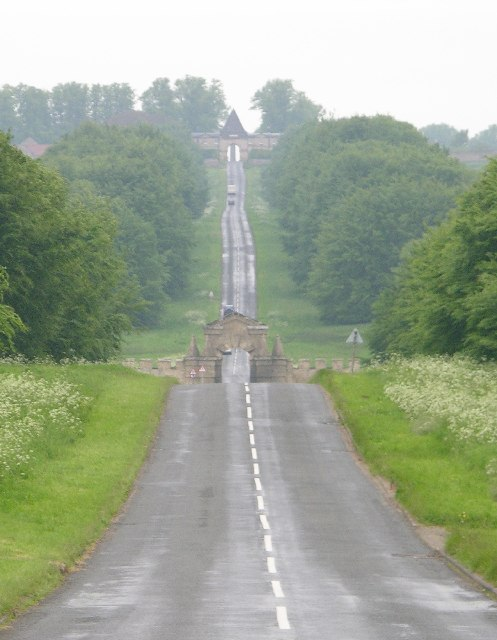
Approach with Carrmire Gate and Pyramid Gate
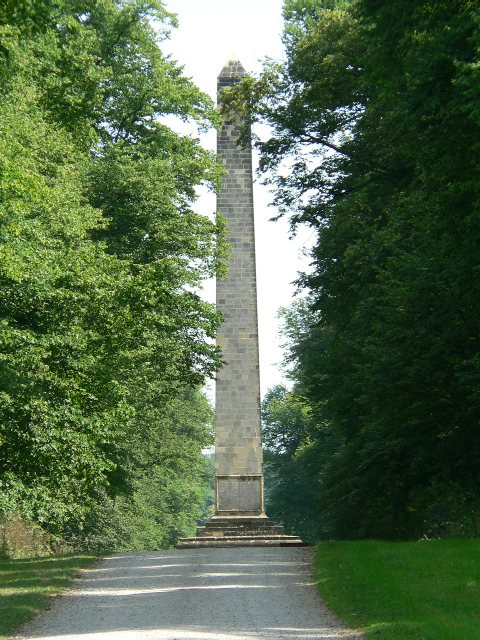
El Gran Obelisco
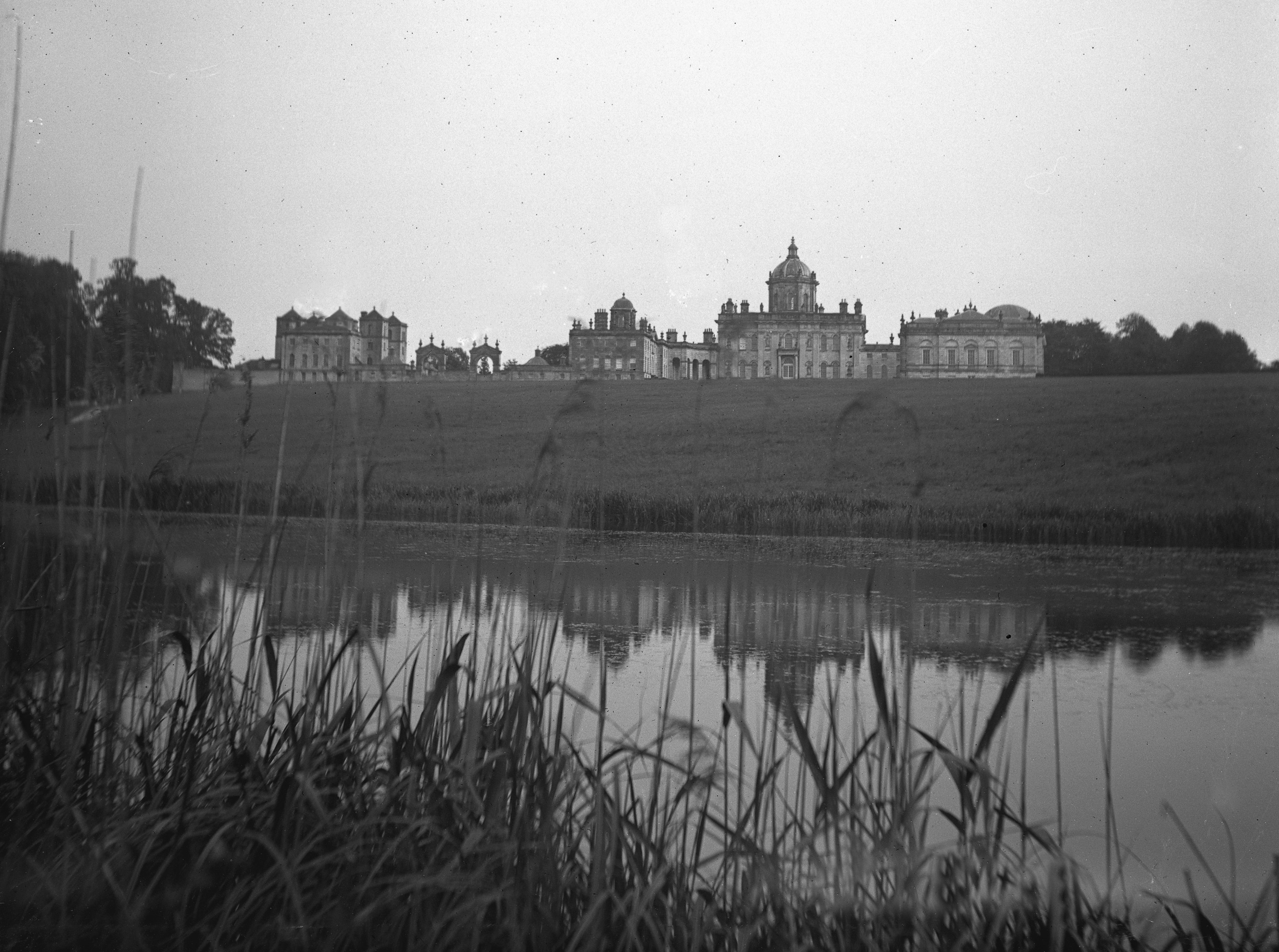
El Castillo de Howard visto desde el lago, hacia 1910
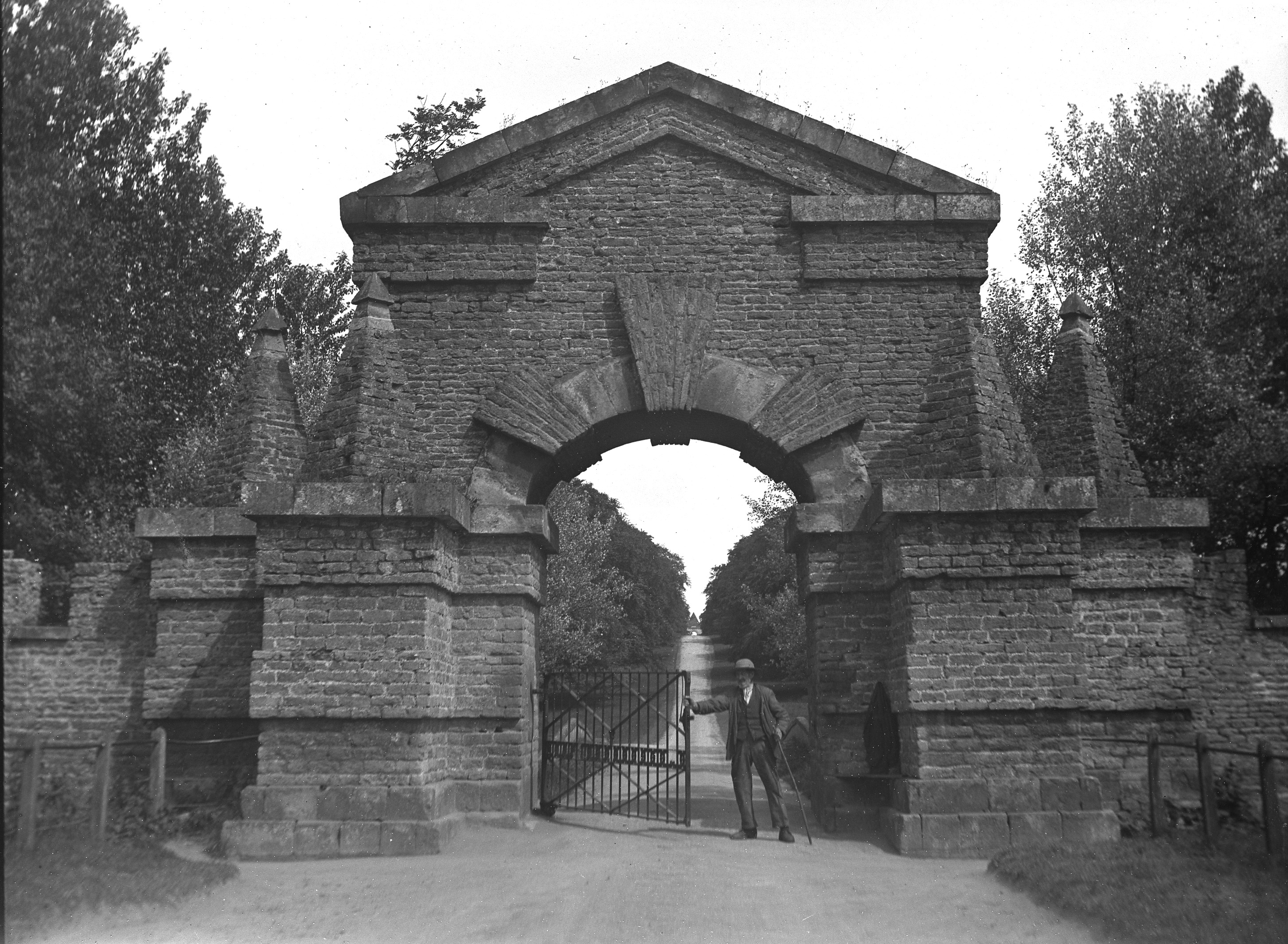
La Puerta Carrmire en 1910

Interiores
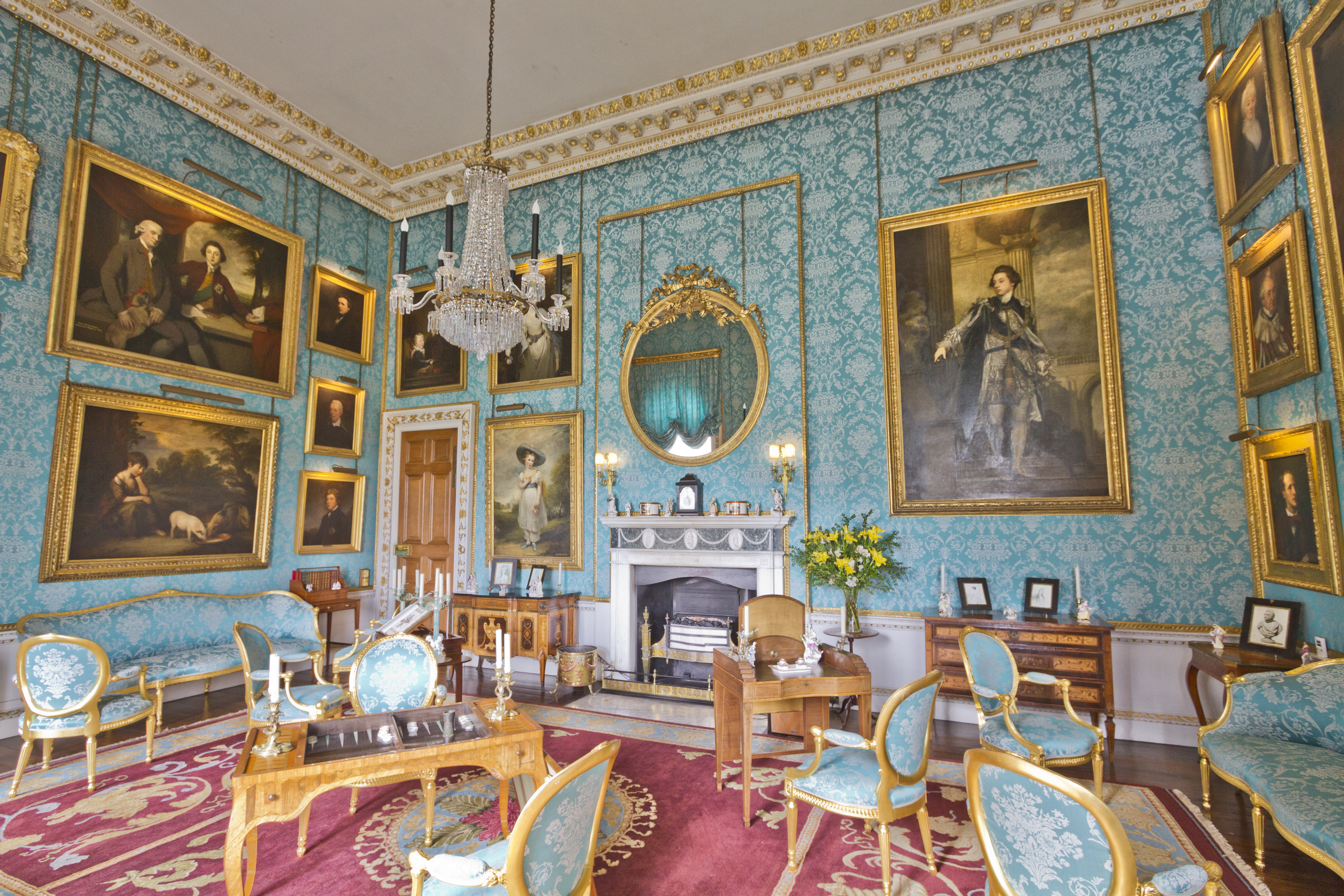
Comedor turquesa
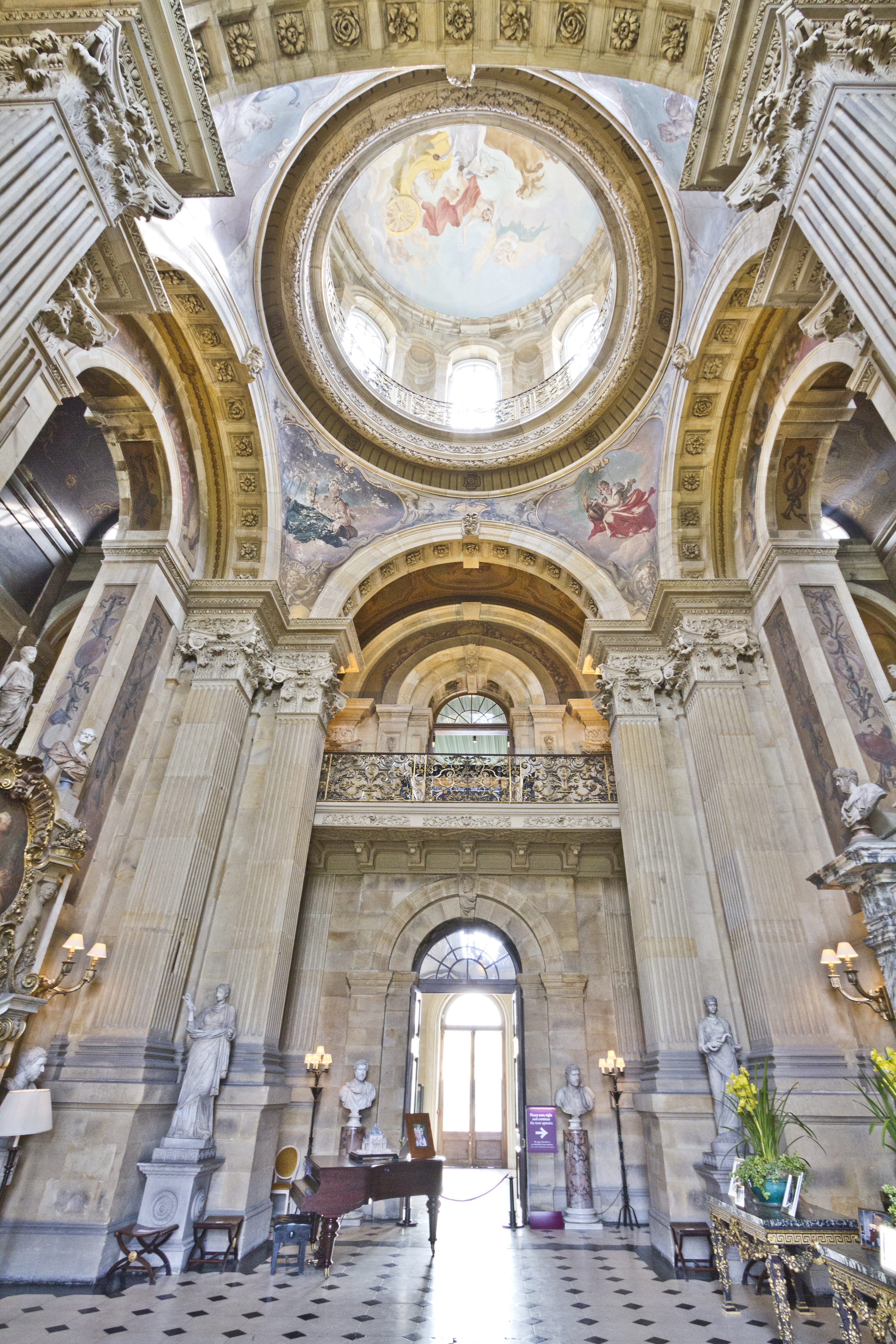
El Gran Hall
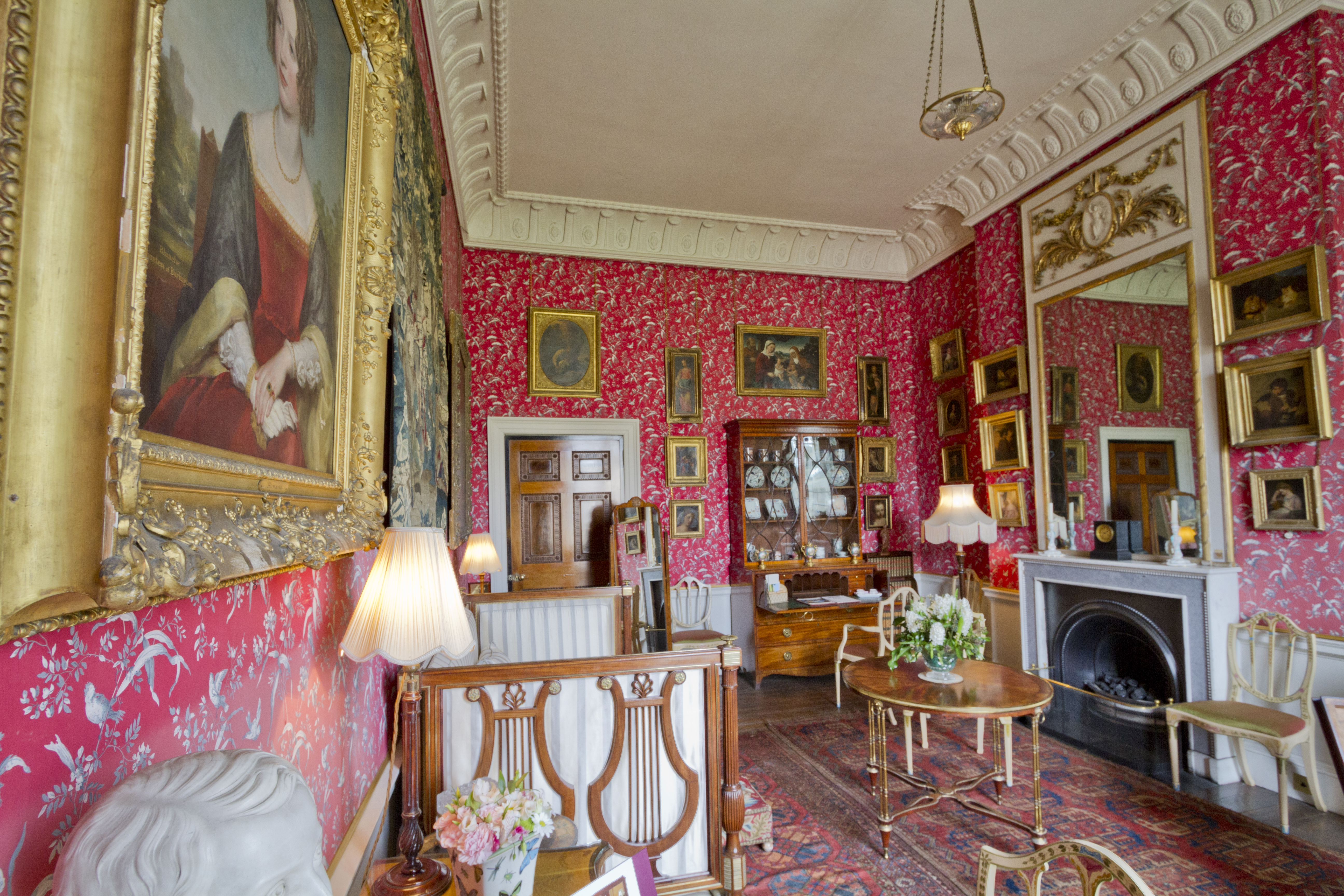
Vestidor de Lady Georgianas
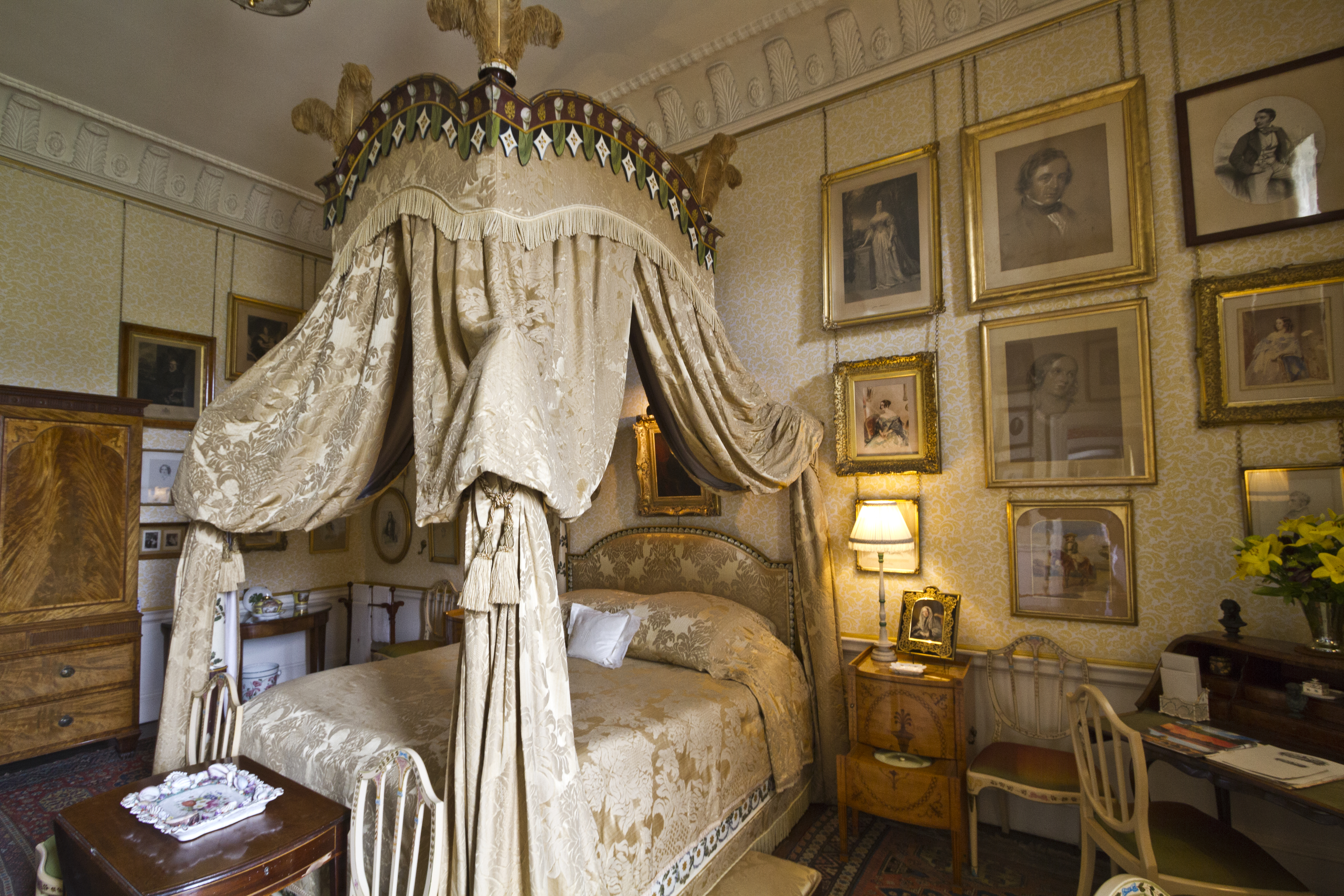
Dormitorio de Lady Georgianas
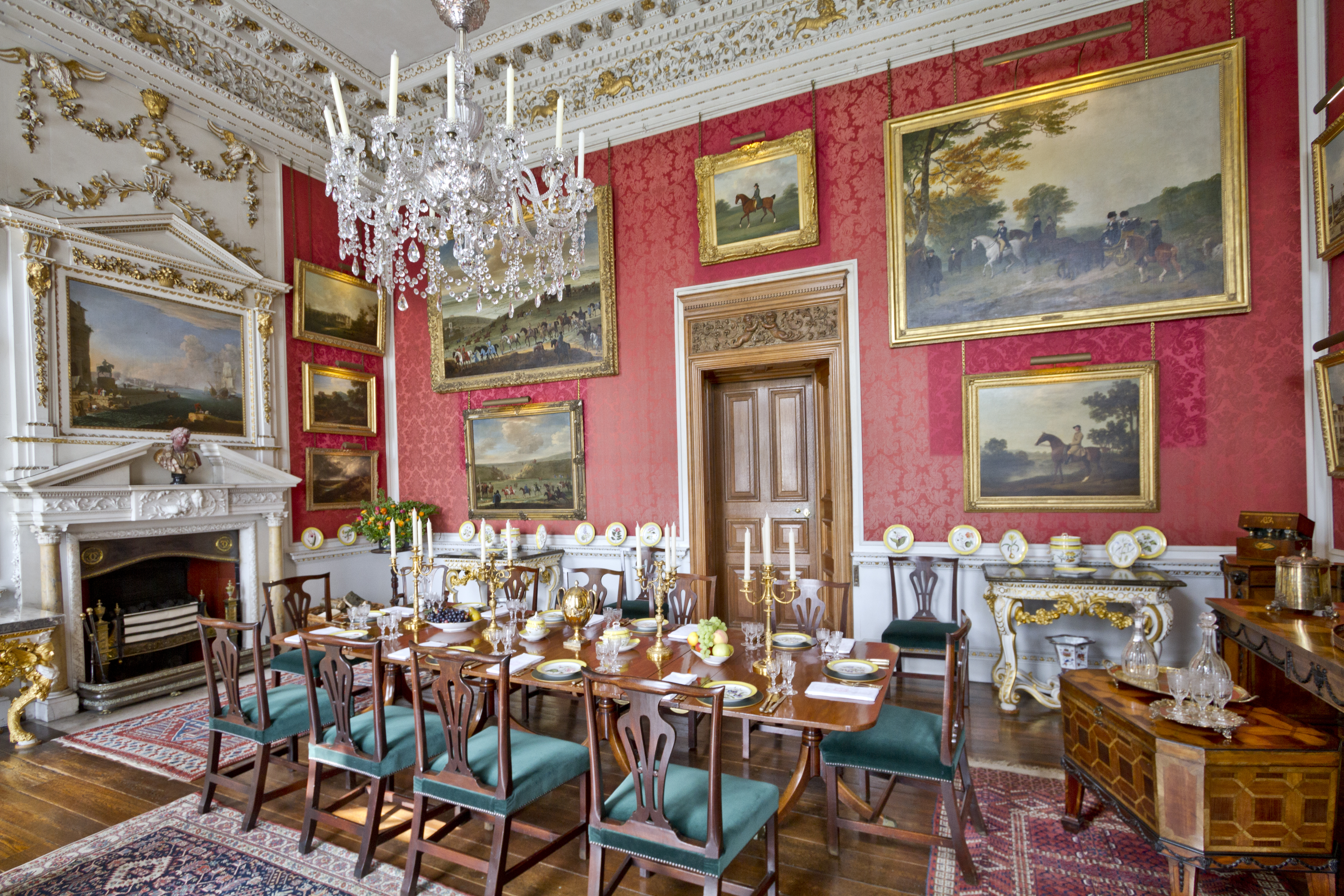
El comedor carmesí
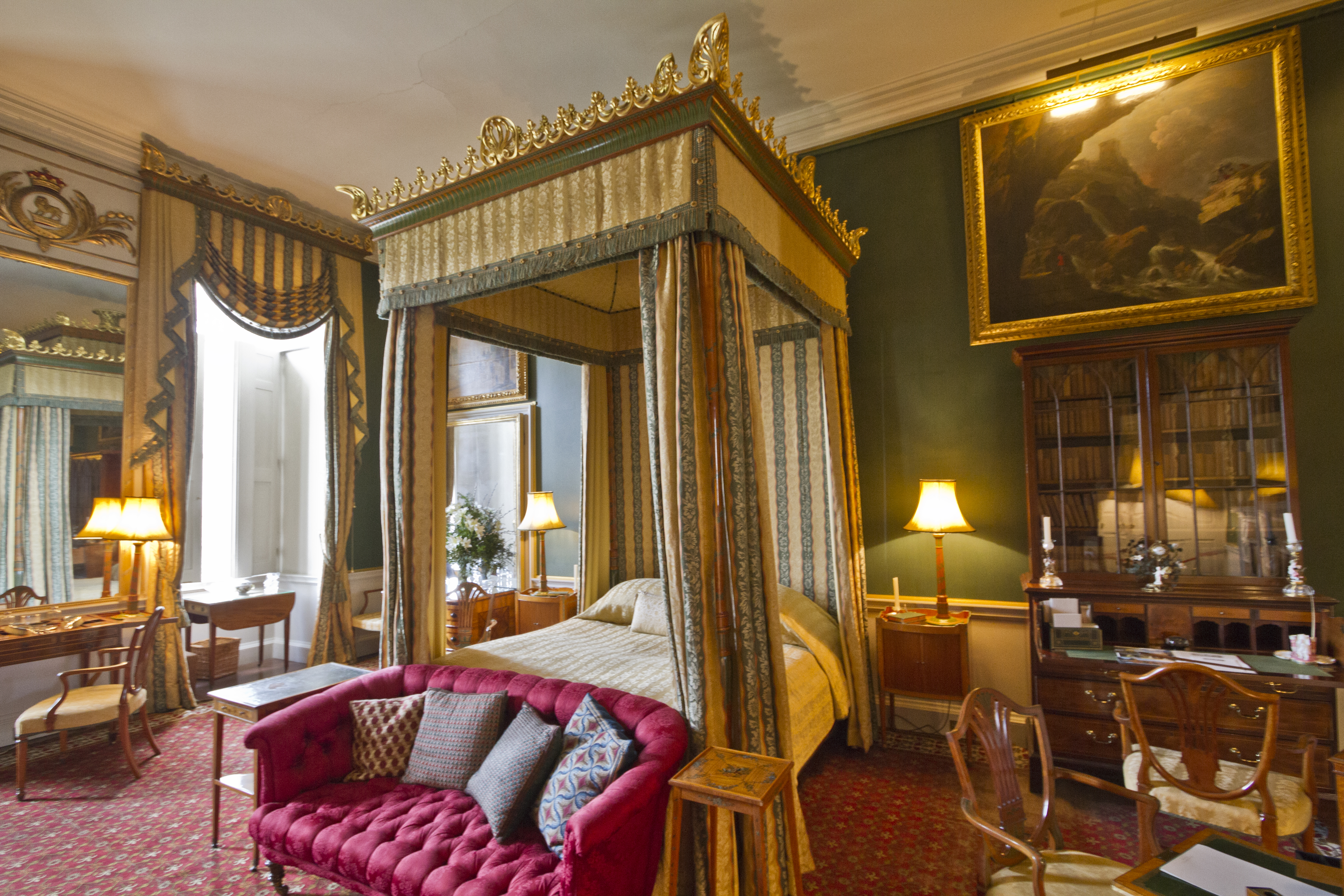
Dormitorio
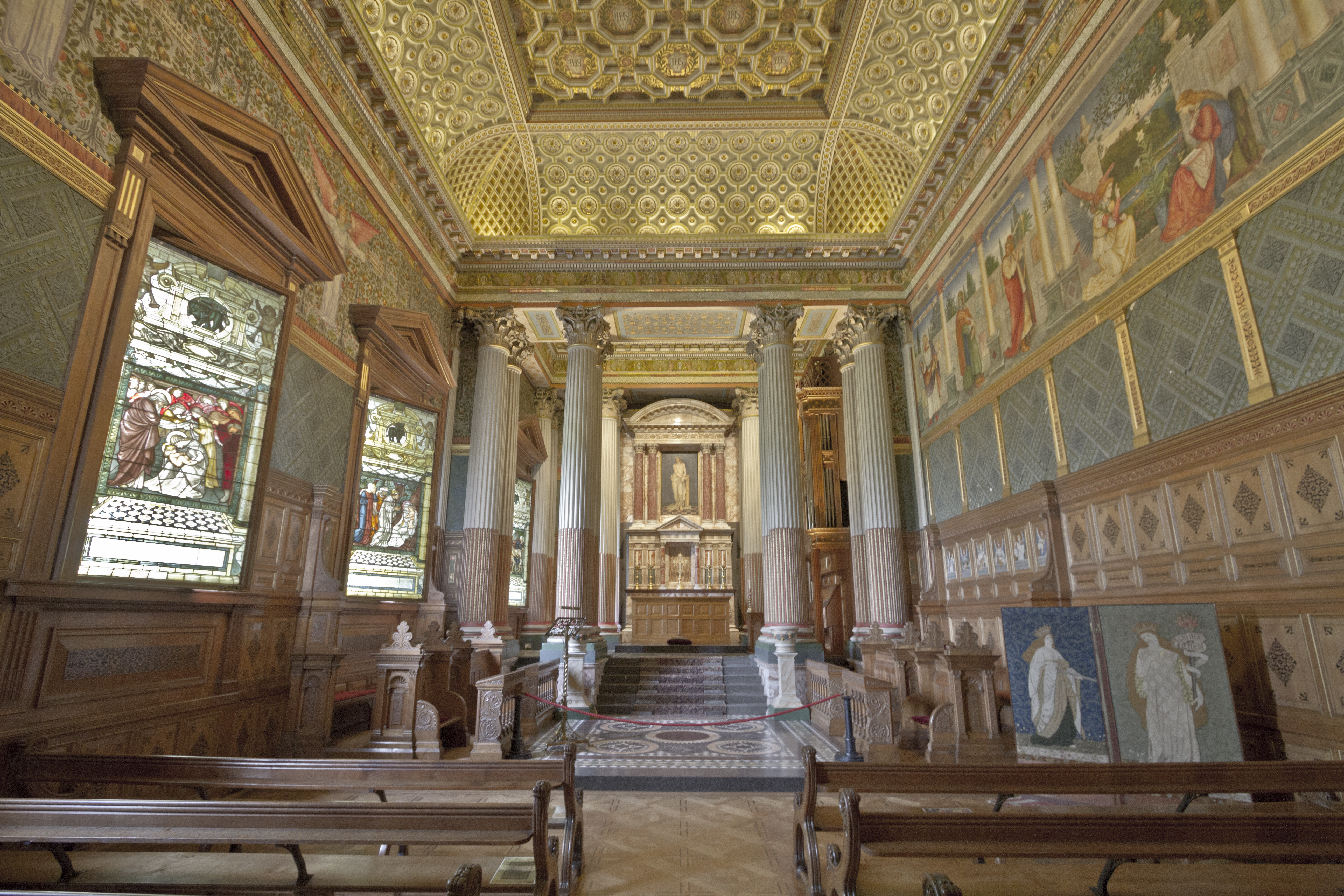
Capilla
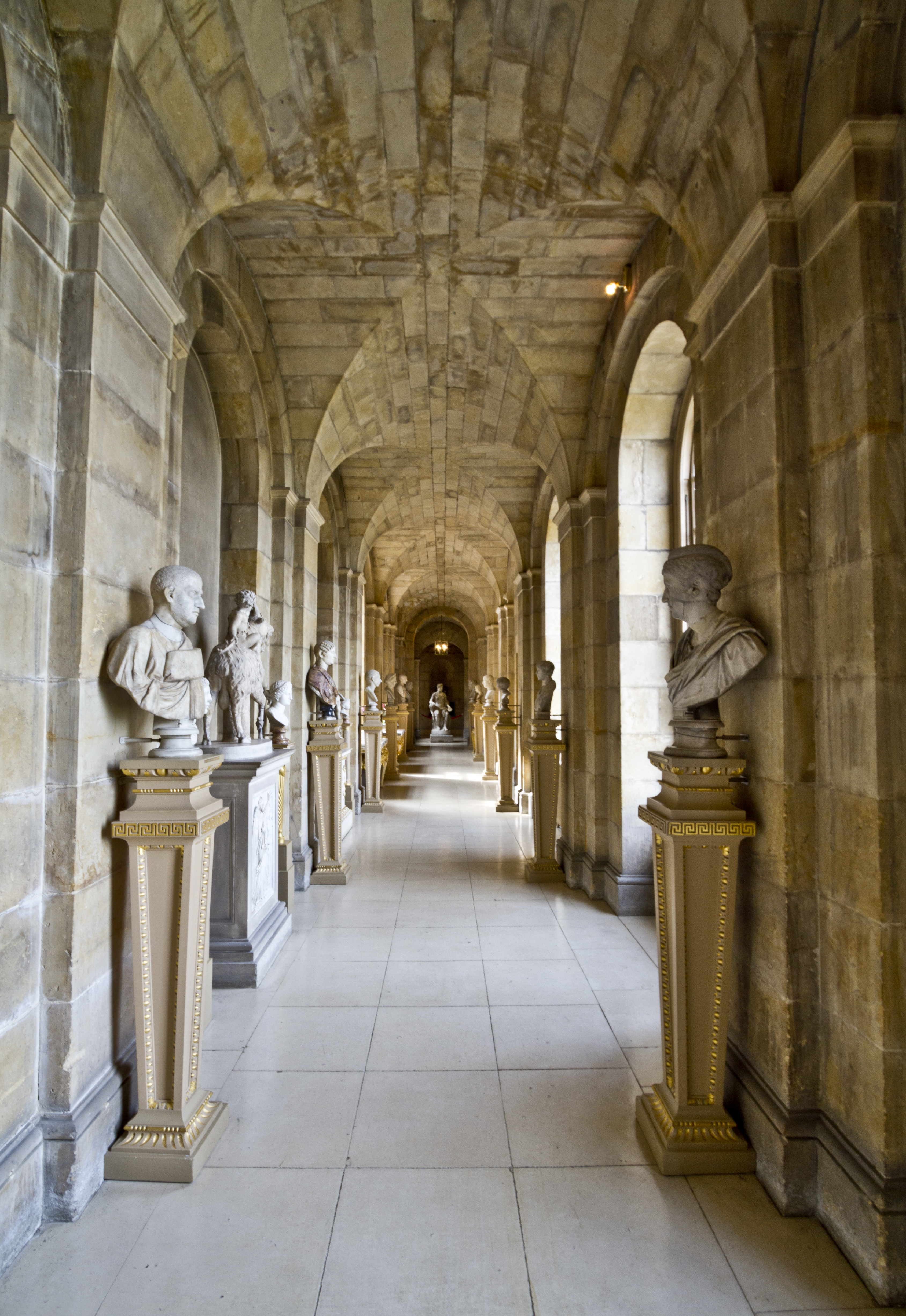
Pasaje Antiguo